# Сапогово (Курская область)
Сапогово — деревня в Курском районе Курской области России. Входит в состав Пашковского сельсовета.

## География
Деревня находится в центральной части Курской области, в пределах южной части Среднерусской возвышенности, в лесостепной зоне, на правом берегу реки Тускари, вблизи места впадения в неё реки Обмети, на расстоянии примерно 2 километров (по прямой) к северу от города Курска, административного центра района и области. Абсолютная высота — 214 метров над уровнем моря.

### Улицы
В деревне улицы: Березник, Выгонная, Дорожная, Лесная, Новосёлов, Первомайская, Полевая, Рогожкина, Садовая, Центральная и Школьная.

### Климат
Климат характеризуется как умеренно континентальный, с относительно жарким летом и умеренно холодной зимой. Среднегодовая температура воздуха — 5,5 °С. Средняя температура воздуха самого тёплого месяца (июля) — 18,7 °C (абсолютный максимум — 37 °С); самого холодного (января) — −9,3 °C (абсолютный минимум — −35 °С). Безморозный период длится около 152 дней. Среднегодовое количество атмосферных осадков составляет 587 мм, из которых 375 мм выпадает в период с апреля по октябрь. Снежный покров образуется в первой декаде декабря и держится в среднем 125 дней.
| Показатель                                                                      | Янв. | Фев. | Март | Апр. | Май  | Июнь | Июль | Авг. | Сен. | Окт. | Нояб. | Дек. | Год  |
| ------------------------------------------------------------------------------- | ---- | ---- | ---- | ---- | ---- | ---- | ---- | ---- | ---- | ---- | ----- | ---- | ---- |
| Средний суточный максимум, °C                                                   | −4,3 | −3,3 | 2,5  | 12,9 | 19,3 | 22,6 | 25,3 | 24,5 | 18,1 | 10,4 | 3,2   | −1,4 | 10,8 |
| Средняя температура, °C                                                         | −6,4 | −5,9 | −1,1 | 8,1  | 14,6 | 18,3 | 20,9 | 19,9 | 13,9 | 7,1  | 1     | −3,3 | 7,3  |
| Средний суточный минимум, °C                                                    | −8,9 | −9   | −5,1 | 2,5  | 8,9  | 12,9 | 15,7 | 14,8 | 9,6  | 3,8  | −1,4  | −5,5 | 3,2  |
| Норма осадков, мм                                                               | 51   | 44   | 47   | 50   | 60   | 68   | 70   | 55   | 59   | 59   | 46    | 48   | 657  |
| Источник: Погода по месяцам c ru.climate-data.org(дата обращения: Февраль 2022) |      |      |      |      |      |      |      |      |      |      |       |      |      |

### Часовой пояс
Деревня Сапогово, как и вся Курская область, находится в часовой зоне МСК (московское время). Смещение применяемого времени относительно UTC составляет +3:00.

## Население
| 2002 | 2010 |
| ---- | ---- |
| 891  | ↗979 |

### Половой состав
По данным Всероссийской переписи населения 2010 года в половой структуре населения мужчины составляли 47 %, женщины — соответственно 53 %.

### Национальный состав
Согласно результатам переписи 2002 года, в национальной структуре населения русские составляли 98 %.

## Инфраструктура
Личное подсобное хозяйство. Дополнительные территории: СНТ Биолог, СНТ Верховье, СНТ Зелёная роща, СНТ Ивушка, СНТ Соловушка и СНТ Фестивальное. В деревне 382 дома.

## Транспорт
Сапогово находится в 5 км от автодороги федерального значения М2 «Крым» (часть европейского маршрута E 105), в 3,5 км от автодороги регионального значения 38К-018 (Курск — Поныри), при автодорогах межмуниципального значения 38Н-379 (Курск — Искра) и 38Н-380 (38Н-379 — Овсянниково — Пашково), в 3,5 км от ж/д путевого поста 530 км (линия Орёл — Курск).
В 132 км от аэропорта имени В. Г. Шухова (недалеко от Белгорода).